# Luca Tosi
Luca Tosi (sinh ngày 4 tháng 11 năm 1992) là một cầu thủ bóng đá người San Marino thi đấu ở vị trí tiền vệ cho Virtus.